# 바게르하트구

방글라데시 바게르하트구

바게르하트구(벵골어: বাগেরহাট জেলা)는 방글라데시 남서부에 있는 지역이고, 쿨나주의 일부이다.

## 지역
바게르하트구는 총 3959.11 평방 킬로미터의 면적을 가지고 있다. 북쪽은 고팔간지구와 나라일구, 남쪽은 벵골만, 동쪽은 고팔간지구, 동쪽은 피로즈푸르구와 바르구나구, 서쪽은 쿨나구와 접하고 있다. 이 지역의 주요 강은 판구치, 다라타나, 마두마티강, 파수르강, 하링하타, 몽글라강, 발레슈와르, 방그라, 고샤르할리이다.

## 역사
바게르하트는 훌륭한 역사적 장소이다. 바게르하트 시는 모스크로 유명하다. 하자트 칸 자한 알리가 이 마을을 세웠다. 그는 정의롭고 15세기의 위대한 성자였다. 그의 통치 당시, 바게르하트는 선더반 숲의 일부였다. 그는 숲을 개간해서 사람이 살 수 있게 했다. 그는 그것을 칼리파드라고 이름 지었다. 그는 정권을 운영하기 위해 많은 관공서를 세웠다. 그는 또한 많은 모스크와 수조들을 지었다. 그가 세운 건물들은 지금 모두 폐허가 되었다. 바게르하트 시는 세계문화유산으로 지정되었다. 이 영예는 1973년에 유네스코에 의해 수여되었다.
브라마푸트라강과 갠지스강의 합류 지점에 위치한 바게르하트구는 이 지역에 모스크가 많이 있어 모스크 도시로도 알려져 있다. 15세기 벽돌로 지어진 이슬람 사원의 돔구조는 놀라운 건축물로 여겨진다.
바게르하트구는 1984년에 자치구로 선포되었다. 그 지역은 오늘날 방글라데시에서 면적으로 네 번째로 큰 지역이다.

## 인구
| 연도     | 인구      | ±% p.a. |
| -------- | --------- | ------- |
| 1974     | 1,027,160 | —       |
| 1981     | 1,203,551 | +2.29%  |
| 1991     | 1,431,332 | +1.75%  |
| 2001     | 1,549,031 | +0.79%  |
| 2011     | 1,476,090 | −0.48%  |
| 2022     | 1,613,079 | +0.81%  |
| Sources: |           |         |

## 운송
옛날에 바게르하트와 쿨나 사이에 기차 통신이 있었다. 다카에서 바게르하트로 가는 가장 좋은 방법은 5시간에서 8시간 걸리는 버스를 타는 것이다. 항공편으로 제시어 공항으로 가서 시내로 가는 버스를 타야 한다.

## 같이 보기
- 방글라데시의 구